# António da Silva Rego
António da Silva Rego GOIH (Joane, Vila Nova de Famalicão, 13 de junho de 1905 – Lisboa, 8 de julho de 1986) foi um sacerdote católico, político, professor e historiador português.

## Biografia
Filho de Joaquim da Silva Rego e de sua mulher Bernardina de Freitas, em 1916 partiu para a então colónia portuguesa de Macau, onde estudou no Seminário de São José, vindo a ser ordenado sacerdote a 27 de dezembro de 1927. De 1927 a 1928 leccionou naquele mesmo Seminário. Foi transferido para Singapura, no dia 22 de agosto de 1928, para ajudar na Missão Portuguesa em Singapura, que naquela altura estava sob jurisdição eclesiástica da Diocese de Macau. No ano seguinte (1929), foi nomeado pároco da Igreja de São José, em Singapura, função que assumiu a 24 de fevereiro, vindo ainda a ser diretor interino da St. Anthony's Boys Afternoon School.
Em 1938, o Bispo de Macau, D. José da Costa Nunes, encarregou-o de estudar a ação e a história das Missões católicas portuguesas no Oriente. Retirou-se para Portugal a 14 de agosto de 1938, de onde seguiu para a Bélgica, matriculando-se na Universidade Católica de Lovaina. Ali se licenciou em Sciences Historiques (Ciências Históricas). De volta a Portugal em 1942, deu início aos seus trabalhos de investigação histórica.
Em 1946 foi convidado, dado o mérito dos seus estudos sobre o Ultramar, para professor ordinário da então Escola Superior Colonial, onde regeu as cadeiras de "Colonização Moderna" e "Missionologia". Continuou a ser professor no Instituto Superior de Estudos Ultramarinos, (ISEU), entre 1954 até 1962; depois Instituto Superior de Ciências Sociais e Política Ultramarina (ISCSPU), 1962 e 1976; e, finalmente, Instituto Superior de Ciências Sociais e Políticas (ISCSP) da Universidade Técnica de Lisboa.
Foi Procurador da Câmara Corporativa "em representação das dioceses ultramarinas e institutos missionários" na VI (1953-1957), VII (1957-1961), VIII (1961-1965), IX (1965-1969), X (1969-1973) e XI (1973-1974) legislaturas, ou seja, durante 21 anos. Foi ainda vogal do Conselho Ultramarino.
A 24 de Março de 1962 foi feito Grande-Oficial da Ordem do Infante D. Henrique.
Ao longo de sua carreira académica, dedicou-se à investigação histórica, nomeadamente no tocante às colónias portuguesas e, em especial, à acção do Padroado português no Oriente. Algumas das suas obras permanecem como elementos essenciais para a história dos portugueses na Índia e em Macau.
Exerceu o cargo de presidente da Academia Portuguesa de História de 1972 até 1975, e presidiu ao Conselho Académico (1963-1972 e 1975-1983).
Desde 1979 a 1982, trabalhou na organização do Arquivo Histórico de Macau, que foi inaugurado em 10 de março de 1982.
Faleceu em Lisboa, no dia 8 de julho de 1986.

## Obra
- O Padroado Português do Oriente: Esboço Histórico, Lisboa, Agência Geral das Colónias, 1940. Existe uma tradução francesa.
- A Presença de Portugal em Macau, Lisboa, Agência Geral das Colónias, 1946.
- Documentação para a História das Missões do Padroado Português do Oriente, 12 volumes publicados, de 1947 a 1958.
- Le Patronage Portuguais de L'Orient: Aperçu Histórique, Lisboa, Agência Geral do Ultramar, 1956.
- Alguns problemas sociológico-missionários da África negra, Lisboa: Junta de Investigação do Ultramar, Centro de Estudos Políticas e Sociais, Estudos de Ciências Políticas e Sociais, 1960.